# هندریکس (دهانه)
هندریکس یک دهانه برخوردی در ماه‌ است.

## دهانه‌های اقماری
این دهانه ۱ دهانه اقماری دارد.
| Hendrix | عرض جغرافیایی | طول جغرافیایی | قطر          |
| ------- | ------------- | ------------- | ------------ |
| M       | ۴۸.۴° S       | ۱۵۸.۹° W      | ۲۱.۰ کیلومتر |